# Emilio Vedova
Emilio Vedova (Venetië, 9 augustus 1919 - aldaar, 25 oktober 2006) was een Italiaans kunstschilder en belangrijke vertegenwoordiger van de  informele schilderkunst.

## Levensloop
Vedova werkte van 1930 tot 1935 bij een fotograaf en restaurator en bezocht een avondopleiding voor kunst. Tussen 1936 en 1943 woonde hij afwisselend in Rome, Venetië en Florence. In de Tweede Wereldoorlog was hij actief in de verzetsbeweging.
Emilio Vedova maakte faam als een belangrijke vertegenwoordiger van de informele kunst in Italië in de jaren 1950 en begin jaren 1960. Hij was lid van verschillende kunstenaarsgroepen, onder andere Corrente (1942-43), Fronte Nuovo delle Arti (als medeoprichter in 1946) en Gruppo degli Otto (1952). 
Vedova werkte een paar keer samen met de Italiaanse componist Luigi Nono, die een bijzondere compositie voor magneetband aan hem opdroeg: Omaggio a Vedova (1960). Vedova ontwierp kostuums en decors voor Nono's opera Intolleranza 1960 en ontwierp een speciale belichting voor diens Prometeo, opgevoerd in Teatro La Fenice in 1984.
In 1947 nam hij deel aan de  Biënnale van Venetië. In 1955 en 1959 nam hij deel aan de documenta 1 en 2 in Kassel (Duitsland) en wederom in  1964 en 1982 aan documenta III en 7. In 1960 won hij een Gouden Leeuw tijdens de Biënnale van Venetië. In 1993 werd zijn werk bekroond met de Antonio-Feltrinelli prijs.
Emilio Vedova was docent aan de Accademia in zijn woonplaats Venetië. Toen Emilio Vedova op 25 oktober 2006 overleed was hij 87 jaar. 